# Surtur Rising
Surtur Rising — восьмой студийный альбом шведской группы Amon Amarth, выпущен 29 марта 2011 года на Metal Blade Records. Заголовок альбома (названного «самым ожидаемым метал-альбомом 2011 года») имеет отношение к Сурту (др.-сканд. Surtr), в германо-скандинавской мифологии — огненному великану, владыке Муспельхейма.

## Список композиций
1. «War of the Gods»
2. «Töck’s Taunt — Loke’s Treachery Part II»
3. «Destroyer of the Universe»
4. «Slaves of Fear»
5. «Live Without Regrets»
6. «The Last Stand of Frej»
7. «For Victory or Death»
8. «Wrath of the Norsemen»
9. «A Beast Am I»
10. «Doom Over Dead Man»
11. «War Machine (Kiss cover song, exclusive to limited edition)»
12. «Balls to the Wall (Accept cover song, exclusive to limited edition)»
13. «Aerials (System Of A Down cover song, exclusive to limited edition)»